# Bolinne
Cet article possède un paronyme, voir Bolin.
Bolinne [bɔ.lin] (aussi appelé Bolinne-Harlue [bɔ.lin.aʁ.ly]; en wallon Bolène) est un village de la commune d'Éghezée dans la province de Namur (Région wallonne de Belgique). C'était une commune à part entière avant la fusion des communes de 1977.

## Étymologie
Le nom "Bolinne" viendrait du nom d’un homme francique Bolo.

## Évolution démographique
- Source: DGS, 1831 à 1970=recensements population, 1976= habitants au 31 décembre

## Histoire
En 1817, le village de Harlue est rattaché à Bolinne. En 1977, fusion dans la commune d'Éghezée. Le site remarquable du château de Bolinne-Harlue, qui date du XVIIe, forme un patrimoine classé depuis 1975 avec l'église, le presbytère, la ferme et les allées d'arbres.

## Patrimoine et culture

### Patrimoine architectural
- L'église sainte Gertrude. La plus grande partie de l’église date de 1770. Elle est entourée d’une haute muraille et d’un cimetière. Le chœur date du XIXe siècle[3]. On y trouve le blason des fondateurs de l’église qui date de 1609.
- Le patrimoine de l'église :
  - deux pierres tombales (Jan de Cortil et Lowise de Cerf),
  - un tableau d'origine inconnue,
  - une statue de saint Laurent,
  - deux statues habillées (une Vierge et une sainte Gertrude).
- Eglise Saint-Martin de Harlue. Construction du milieu du XVIIIe siècle en style classique[4].
- Château de Harlue. Ancien siège d'une seigneurie hautaine qui est cité en 1614 comme propriété des Heyenhoven, passé par alliance à la famille de Liedekerke en 1664 qui en resta propriétaire jusqu'en 1837, puis à Ch. de Blanckart-Surlet et à L. de Hemricourt de Grunne[5].

## Galerie

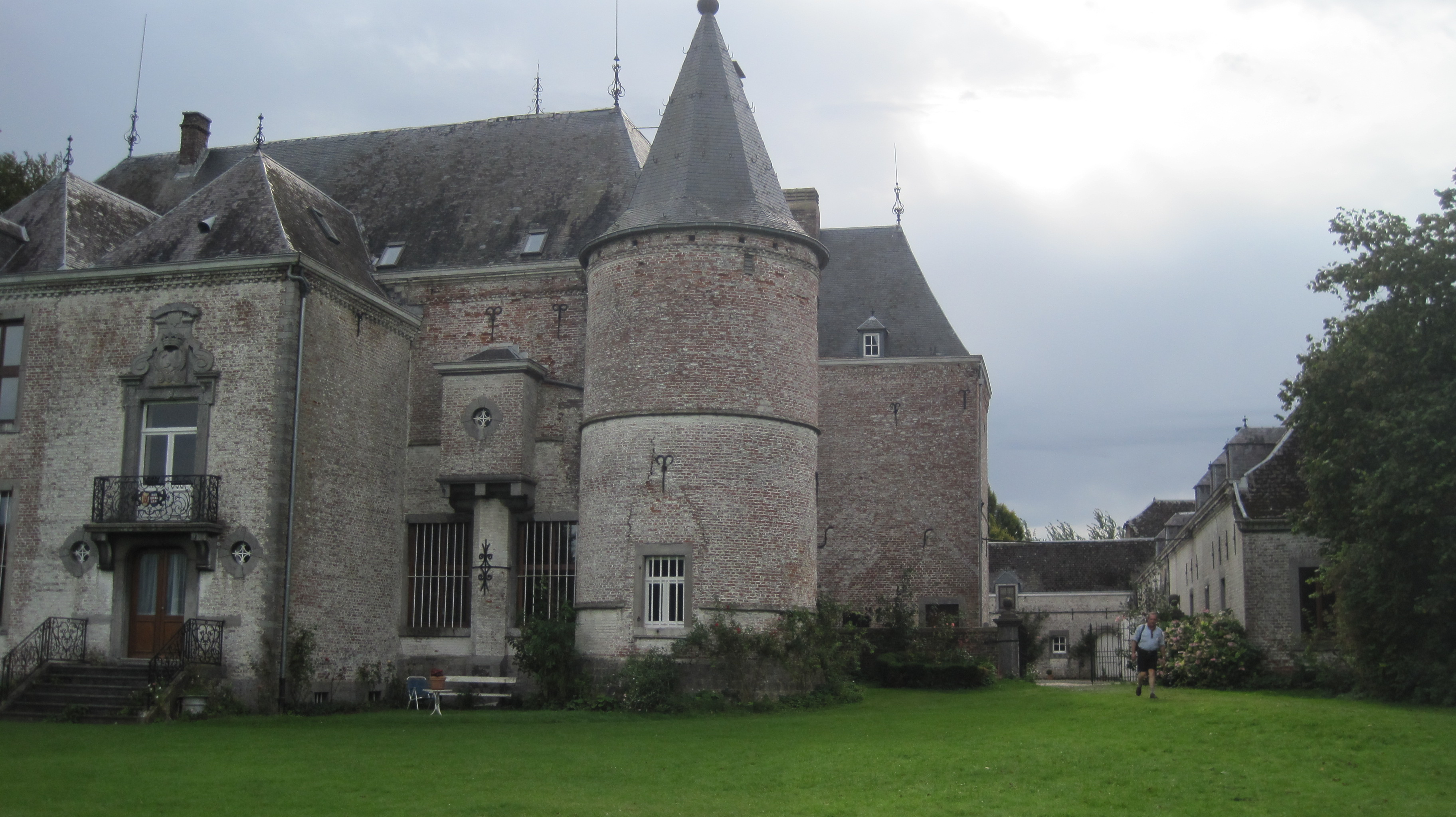
Le château d'Harlue.